# Limba cornică

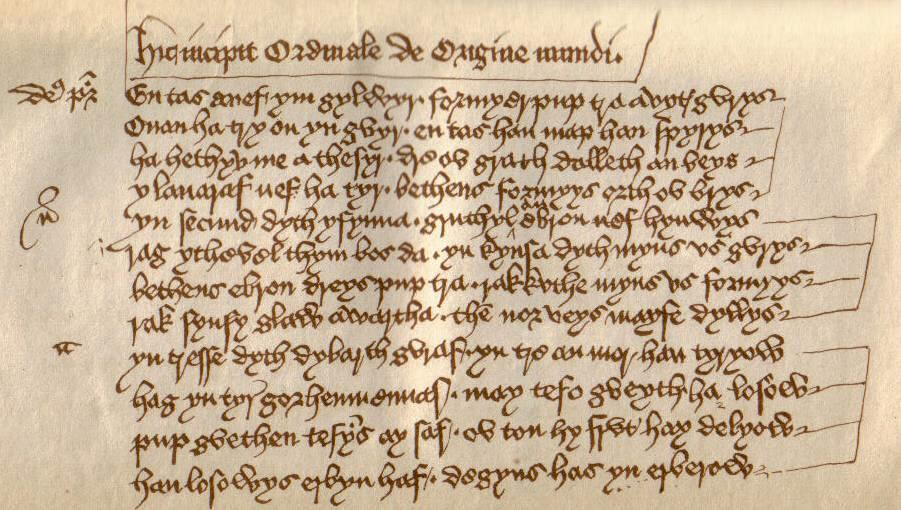
Versete din Origo Mundi, primul act din Ordinalia, (capodoperă a literaturii medievale Cornish), scrisă de un călugăr necunoscut la sfârșitul secolului al XIV-lea

Limba cornică (în cornică Kernewek sau Kernowek; [kəɾˈnuːək] ) este o limbă celtică vorbită în sud-vestul extrem al Angliei în regiunea și peninsula Cornwall. Acesta a dispărut din viața de zi cu zi din Cornwall la sfârșitul secolului al XVIII-lea, dar a fost reintrodusă în circulație la începutul secolului al XX-lea. Limba are un număr în creștere de vorbitori non-nativi, iar un număr restrâns de familii își cresc copiii vorbindu-le în cornică.

## Clasificare
Cornica este o limbă britonică,  aparținând ramurii celtice a familiei indo-europene.  Limbi britonice sunt și galeza, bretona, cumbrica și posibil limba picților, dintre care ultimele două sunt dispărute. Galeza scoțiană, irlandeza și manx fac parte din ramura goidelică a limbilor celtice.

## Distribuția geografică și statut

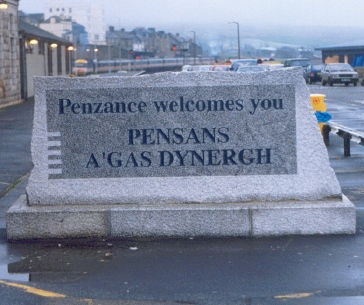
O placă din gara Penzance din Cornwall cu un mesaj de întâmpinare în engleză și cornică.

Vorbitorii de cornică locuiesc în principal în Cornwall, care are o populație de 563.600 de locuitori conform estimărilor din 2017. Există, de asemenea, câțiva vorbitori în afara peninsulei, în special în țările diasporei cornice, precum și în alte națiuni celtice.
În 2002, limba cornică a fost recunoscută de guvernul Regatului Unit în conformitate cu partea a II-a a Cartei europene a limbilor regionale sau minoritare. Atlasul limbilor din lume în pericol publicat de UNESCO clasifică limba cornică drept „în pericol critic de dispariție”. Autorii au declarat că clasificarea anterioară de „limbă moartă” „nu reflectă situația actuală”. 